# Краузе, Роланд
Роланд Краузе (латыш. Rolands Krauze; 21 мая 1930, Рига — 6 ноября 2016, Латвия) — латвийский юрист, правовед. Доктор юридических наук. Лауреат премии фонда имени А. Лебера. Доцент Латвийского университета. Почётный судья и адвокат.

## Биография
В 1955 году окончил факультет экономики и юриспруденции Латвийского университета. Работал следователем в МВД. С 1958 по 1962 год — судья Юрмальского народного суда. С 1962 по 1976 год судья Верховного суда, затем с 1995 года сенатор. В 2003 году награждён Почётной грамотой Кабинета Министров Латвии. В 2005 году награждён крестом Признания 3 степени.

## Юриспруденция
Работал адвокатом, специализировался в области жилищного хозяйства и вопросах наследства. Автор десяти публикаций по гражданскому праву. Занимался вопросами обновления Гражданского права от 1937 года.